# N'Djamena
N'Djamena (francosko N'Djaména [n(ə)dʒamena]; arabsko نجامينا Injamīnā) je glavno mesto Čada in z milijonom prebivalcev (po oceni leta 2011) največje mesto te srednjeafriške države. Kot središče prometnega omrežja je tudi gospodarsko pomembno za izvoz dobrin proti vzhodu v Sudan in proti jugozahodu v Kamerun ter Nigerijo, ki predstavljajo povezavo z mednarodnimi trgovinskimi potmi. V samem mestu je razvita predvsem mesnopredelovalna industrija. Poleg tega je pomembna postojanka na romarski poti z zahoda v Meko, velika večina prebivalcev je muslimanov.
Mesto stoji na sotočju rek Šari in Logone blizu meje s Kamerunom, približno 80 km južno od Čadskega jezera na zahodu države. V upravni delitvi Čada ima status samostojne regije. Prebivalstvo je revno, večinoma gre za begunce pred spopadi ali naravnimi nesrečami iz bližnje in daljne okolice; občutna je delitev med urejenim središčem mesta ter okoliškimi četrtmi, kjer živijo revnejši prebivalci. Med znamenitostmi so predsedniška palača, Narodni muzej in številne mošeje.

## Zgodovina
N'Djamena je dobila ime po bližnji ribiški vasici Am-Djamena ljudstva Kotoko. V 19. stoletju je ozemlju vladal sudanski lovec na sužnje Rabih al-Zubajr, ki so ga leta 1900 v bitki na sosednjem bregu reke Šari premagale in ubile francoske sile. Takrat so postavili par trdnjav, Fort Kousseri na kraju bitke in Fort Lamy na nasprotnem bregu, poimenovano po majorju, ki je prav tako umrl v boju. Naselje, ki je nastalo okrog slednje, so Francozi določili za administrativno središče tega dela Francoske ekvatorialne Afrike, a je skozi vse kolonialno obdobje ostalo majhno mestece. Med drugo svetovno vojno je predstavljalo pomembno vojaško bazo francoske vojske.
Po osamosvojitvi Čada izpod francoske oblasti leta 1960 je Fort Lamy doživljal hitro rast kot administrativno in trgovsko središče, od 53.000 prebivalcev leta 1958 na 130.000 leta 1972 in več kot 600.000 leta 2000. Leta 1973 je diktator François Tombalbaye zapovedal »afrikanizacijo« krajevnih imen in preimenoval prestolnico v N'Djamena. Vse od njegovega strmoglavljenja leta 1975 pretresajo državo nasilni spopadi med vladnimi silami in različnimi uporniškimi skupinami, prebivalstvo N'Djamene pa se kljub temu povečuje zaradi priseljevanja v razmeroma varno urbano okolje.